# Argos (Sohn des Neoptolemos)
Argos (altgriechisch Ἄργος Árgos) ist in der griechischen Mythologie ein Sohn des Neoptolemos und der Leonassa. Väterlicherseits war er folglich ein Enkel des Achilleus.
Er ist einzig bei dem um 200 v. Chr. schreibenden Mythographen Lysimachos genannt, der als Namen der Mutter Leonassa angibt. Üblicherweise heißt die Gemahlin des Neoptolemos hingegen Lanassa.
Argos war laut Lysimachos Bruder oder Halbbruder des Eraos, des Pergamos, des Dorieus, des Pandaros, des Eurymachos, der Danaë und der Troas.